# Чжен Цзє
Чжен Цзє (кит.: 郑洁;, 5 липня 1983) — колишня китайська тенісистка, переможець Відкритого чемпіонату Австралії та Вімблдонського турніру та бронзова медалістка Пекінської олімпіади в парному розряді разом із співвітчизницею Янь Цзи.
Чжен Цзє успішно грає, як в одиночному, так і в парному розряді. В одиночному розряді вона підіймалася до 15 сходинки рейтингу WTA. Вона грала в півфіналах Вімблдону 2008, першою з китайських тенісисток, та Відкритого чемпіонату Австралії 2010. Найбільші її успіхи в парному розряді припадають на 2006 рік, вона підіймалася на третій щабель парного рейтингу.
Чжен Цзє випускниця Сичуаньської спортивної академії 2000 року.

## Фінали турнірів WTA

### Одиночний розряд: 7 (4 титули, 3 поразки)
| Легенда                                                                                |
| -------------------------------------------------------------------------------------- |
| Турніри WTA 500 (Турніри WTA Premier) (0–1)                                            |
| Турніри WTA 250 (Турніри 4-ї категорії WTA / Tier V / Турніри WTA International) (4–2) |

| Результат | В-П | Дата     | Турнір                                         | Категорія     | Покриття | Опонент                | Рахунок            |
| --------- | --- | -------- | ---------------------------------------------- | ------------- | -------- | ---------------------- | ------------------ |
| Перемога  | 1–0 | Січ 2005 | Hobart International, Австралія                | Tier V        | Тверде   | Хісела Дулко           | 6–2, 6–0           |
| Поразка   | 1–1 | Тра 2005 | Гран-прі принцеси Лалли Мер'єм, Марокко        | Tier IV       | Ґрунт    | Нурія Льягостера Вівес | 4–6, 2–6           |
| Перемога  | 2–1 | Тра 2006 | Estoril Open, Португалія                       | Tier IV       | Ґрунт    | Лі На                  | 6–7(5–7), 7–5 ret. |
| Перемога  | 3–1 | Сер 2006 | Nordea Nordic Light Open, Швеція               | Tier IV       | Тверде   | Анастасія Мискіна      | 6–4, 6–1           |
| Поразка   | 3–2 | Тра 2010 | Warsaw Open, Польща                            | Premier       | Ґрунт    | Александра Дулгеру     | 3–6, 4–6           |
| Перемога  | 4–2 | Січ 2012 | WTA Auckland Open, Нова Зеландія               | International | Тверде   | Флавія Пеннетта        | 2–6, 6–3, 2–0 ret. |
| Поразка   | 4–3 | Чер 2014 | Rosmalen Grass Court Championships, Нідерланди | International | Трава    | Коко Вандевей          | 2–6, 4–6           |

### Парний розряд: 30 (15 титулів, 15 поразок)
| Легенда |
| --- |
| Турніри Великого шлему (2–1)                                                                                  |
| Турніри WTA 1000 (Турніри WTA Tier I / Турніри WTA Premier) (3–2)                                             |
| Турніри WTA 500 (Турніри WTA Tier II / Турніри WTA Premier) (4–6)                                             |
| Турніри WTA 250 (Турніри WTA Tier III / Турніри 4-ї категорії WTA / Tier V / Турніри WTA International) (6–6) |

| Результат | В-П   | Дата     | Турнір                                         | Категорія     | Покриття | Партнер            | Опоненти                                      | Рахунок               |
| --------- | ----- | -------- | ---------------------------------------------- | ------------- | -------- | ------------------ | --------------------------------------------- | --------------------- |
| Поразка   | 0–1   | Чер 2003 | Gastein Ladies                                 | Tier III      | Ґрунт    | Янь Цзи            | - Лі Тін - Сунь Тяньтянь                      | 3–6, 4–6              |
| Перемога  | 1–1   | Січ 2005 | Hobart International, Австралія                | Tier V        | Тверде   | Yan Zi             | - Анабель Медіна Гаррігес - Дінара Сафіна     | 6–4, 7–5              |
| Перемога  | 2–1   | Лют 2005 | Bangalore Open, Індія                          | Tier IV       | Тверде   | Yan Zi             | Лі Тін Сунь Тяньтянь                          | 6–4, 6–1              |
| Поразка   | 2–2   | Вер 2005 | Commonwealth Bank Tennis Classic, Індонезія    | Tier III      | Тверде   | Yan Zi             | - Анна-Лена Гренефельд - Меган Шонессі        | 3–6, 3–6              |
| Поразка   | 2–3   | Вер 2005 | China Open                                     | Tier II       | Тверде   | Yan Zi             | - Марія Венто-Кабчі - Нурія Льягостера Вівес  | 2–6, 4–6              |
| Перемога  | 3–3   | Січ 2006 | Відкритий чемпіонат Австралії з тенісу         | Grand Slam    | Тверде   | Yan Zi             | - Ліза Реймонд - Саманта Стосур               | 2–6, 7–6(9–7), 6–3    |
| Поразка   | 3–4   | Лют 2006 | Pattaya Women's Open, Таїланд                  | Tier IV       | Тверде   | Yan Zi             | Лі Тін Сунь Тяньтянь                          | 6–3, 1–6, 6–7(5–7)    |
| Перемога  | 4–4   | Тра 2006 | German Open                                    | Tier I        | Ґрунт    | Yan Zi             | - Олена Дементьєва - Флавія Пеннетта          | 6–2, 6–3              |
| Перемога  | 5–4   | Тра 2006 | Гран-прі принцеси Лалли Мер'єм, Марокко        | Tier IV       | Ґрунт    | Yan Zi             | - Ешлі Гарклроуд - Бетані Маттек-Сендс        | 6–1, 6–3              |
| Перемога  | 6–4   | Чер 2006 | Rosmalen Grass Court Championships, Нідерланди | Tier III      | Трава    | Yan Zi             | - Ана Іванович - Марія Кириленко              | 3–6, 6–2, 6–2         |
| Перемога  | 7–4   | Лип 2006 | Вімблдонський турнір, Велика Британія          | Grand Slam    | Трава    | Yan Zi             | - Вірхінія Руано Паскуаль - Паола Суарес      | 6–3, 3–6, 6–2         |
| Поразка   | 7–5   | Кві 2006 | Nordea Nordic Light Open, Швеція               | Tier IV       | Тверде   | Yan Zi             | - Ева Бірнерова - Ярміла Вулф                 | 6–0, 4–6, 2–6         |
| Перемога  | 8–5   | Сер 2006 | Connecticut Open, США                          | Tier II       | Тверде   | Yan Zi             | Ліза Реймонд Саманта Стосур                   | 6–4, 6–2              |
| Перемога  | 9–5   | Кві 2007 | Charleston Open, США                           | Tier I        | Ґрунт    | Yan Zi             | Пен Шуай Сунь Тяньтянь                        | 7–5, 6–0              |
| Перемога  | 10–5  | Тра 2007 | Internationaux de Strasbourg, Франція          | Tier III      | Ґрунт    | Yan Zi             | Алісія Молік Сунь Тяньтянь                    | 6–3, 6–4              |
| Поразка   | 10–6  | Січ 2008 | Australian Тверде Court Championships          | Tier III      | Тверде   | Yan Zi             | Дінара Сафіна Агнеш Савай                     | 1–6, 2–6              |
| Перемога  | 11–6  | Січ 2008 | Sydney International, Австралія                | Tier II       | Тверде   | Yan Zi             | - Тетяна Перебийніс - Тетяна Пучек            | 6–4, 7–6(7–5)         |
| Поразка   | 11–7  | Бер 2008 | Dubai Tennis Championships, UAE                | Tier II       | Тверде   | Yan Zi             | - Кара Блек - Лізель Губер                    | 5–7, 2–6              |
| Поразка   | 11–8  | Бер 2008 | Indian Wells Open, США                         | Tier I        | Тверде   | Yan Zi             | Дінара Сафіна Олена Весніна                   | 1–6, 6–1, [8–10]      |
| Поразка   | 11–9  | Тра 2009 | Warsaw Open, Польща                            | Premier       | Ґрунт    | Yan Zi             | - Ракел Атаво - Бетані Маттек-Сендс           | 1–6, 1–6              |
| Перемога  | 12–9  | Лют 2010 | BMW Malaysian Open                             | International | Тверде   | Латіша Чжань       | - Анастасія Родіонова - Аріна Родіонова       | 6–7(4–7), 6–2, [10–7] |
| Поразка   | 12–10 | Сер 2010 | Silicon Valley Classic, США                    | Premier       | Тверде   | Чжань Юнжань       | Ліндсі Девенпорт Лізель Губер                 | 5–7, 7–6(8–6), [8–10] |
| Перемога  | 13–10 | Сер 2010 | San Diego Open, США                            | Premier       | Тверде   | Марія Кириленко    | Ліза Реймонд Ренне Стаббс                     | 6–4, 6–4              |
| Поразка   | 13–11 | Лют 2011 | Pattaya Open, Таїланд                          | International | Тверде   | Сунь Шеннань       | - Сара Еррані - Роберта Вінчі                 | 6–3, 3–6, [5–10]      |
| Перемога  | 14–11 | Тра 2011 | Мастерс Рим                                    | Premier 5     | Ґрунт    | Пен Шуай           | - Ваня Кінг - Ярослава Шведова                | 6–2, 6–3              |
| Поразка   | 14–12 | Тра 2012 | Brussels Open, Бельгія                         | Premier       | Ґрунт    | Аліція Росольська  | Бетані Маттек-Сендс Саня Мірза                | 3–6, 2–6              |
| Поразка   | 14–13 | Сер 2012 | Мастерс Цинциннаті, США                        | Premier 5     | Тверде   | Катарина Среботнік | - Андреа Сестіні Главачкова - Луціє Градецька | 1–6, 3–6              |
| Перемога  | 15–13 | Сер 2013 | Connecticut Open, США                          | Premier       | Тверде   | Саня Мірза         | Анабель Медіна Гаррігес Катарина Среботнік    | 6–3, 6–4              |
| Поразка   | 15–14 | Січ 2015 | Australian Open                                | Grand Slam    | Тверде   | Чжань Юнжань       | Бетані Маттек-Сендс Луціє Шафарова            | 4–6, 6–7(5–7)         |
| Поразка   | 15–15 | Чер 2015 | Eastbourne International, UK                   | Premier       | Трава    | Чжань Юнжань       | Каролін Гарсія Катарина Среботнік             | 6–7(5–7), 2–6         |